# Pierre VI du Kongo
Pierre VI du Kongo, parfois considéré à tort comme Pierre V du Kongo (Mvemba a Vuzi ou Elelo en kikongo et en portugais Pedro VI), Manikongo du royaume du Kongo de 1859 à 1891. Il fut le dernier souverain effectif du royaume du Kongo.

## Origine
Pedro Elelo ou Lefula marquis de Catendi (ou: Katende), issu de la famille Água Rosada, est l'un des fils de Dona Isabella, une sœur cadette d'Henri III du Kongo.

## Règne
Pedro Elelo s'oppose à son cousin et prédécesseur Alvare XIII Ndongo, fils d'une autre sœur prédécédée d'Henri III, dès l'accession de ce dernier au trône en 1857. Grâce à l'intervention des Portugais il est mis sur le trône le 7 août 1859 sous le nom de Pierre V Elelo et demeure leur obligé. Bien qu'il soit le 6e souverain du nom de Pedro/Pierre, il  choisit « Pierre V » comme nom de règne en référence au roi Pierre V de Portugal contemporain. En février 1860 il fait assassiner à Kissembo le prince Nicolas de Agua Rosada un fils de l'un de ses prédécesseurs Henri III du Kongo qui protestait contre sa soumission.
La situation de Pedro VI Elelo ne fut jamais sure car il craignait les autres factions royales dont celle des Kivuzi. À la mort d'Alvare XIII (du clan Kimpangu a Nkango), son frère ou neveu Raphaël (II) continue à proclamer les droits de son Kanda à partir du territoire de Nkunga qu'il contrôle. De la même manière le successeur d'André II de la faction Kitumba Mvemba, Dom Garcia Mbumba, défend les droits de son lignage à partir de sa base de Mbanza a Mputo.
Dans ce contexte Pierre VI renouvelle en 1883 son alliance avec le Portugal et après avoir annulé la même année le traité consenti à l'État indépendant du Congo, il accepte en 1888 de  signer un traité de vassalité envers le Portugal qui confirme son serment d'allégeance de 1860 mais ouvre la porte à la colonisation. du pays. 
Sous son long règne la monarchie du  royaume du Kongo perd ses derniers vestiges d'autorité et d'indépendance. Malgré d'importantes résistances locales la région du Kongo est progressivement incorporée dans l'Angola portugais et partiellement dans l'État indépendant du Congo l'actuelle  République démocratique du Congo. 
Il meurt d'apoplexie le 14 février 1891 et est inhumé en septembre suivant. Le trône échoit à son neveu Alvare XIV du Kongo.

## Unions et postérité
Le roi Pierre VI  épouse à San Salvador devant le curé de Bembe le 12 août 1861 dona Maria José Quinta morte en 1872 dont :
- Don Antonio mort la même année que sa mère, sans doute de la variole.

Puis également religieusement en août 1888, dona Anna Kuluki.
Le roi Pierre VI n'avait toutefois pas renoncé à la polygamie d'un nombre indéterminé de femmes, il laisse onze autres « fils » dont certains sont peut-être les fils de ses sœurs dont:
- Dom Alvaro Água Rosada, éduqué à Luanda , agent de la Maison de négoce Daumas puis professeur à Madimba en 1883.
- Dom Manuel Água Rosada , succède à son frère comme négociant
- Dom Alvaro Água Rosada Tangi (1871-1942) époux de dona Isabella Ndundu Mbumgu, candidat au trône en 1901.
- Dom Henrique Água Rosada de Cavalheiro
- Dom Pedro Água Rosada

## Sources
- (en) & (de) Peter Truhart, Regents of Nations, K.G Saur Munich, 1984-1988  (ISBN 359810491X), Art. « Costal States / Küstenstaaten », p. 240
- François Bontinck « Pedro V, roi de Kongo, face au partage colonial » dans Africa: Rivista trimestrale di studi e documentazione dell’Istituto italiano per l’Africa e l’Oriente, année 37, No. 1/2 (mars-juin 1982), p.  1-53
- (en) Jelmer Vos, Kongo in the Age of Empire 1860-1913, Madison, The University of Wiscontin Press, 2015, 218 p. (ISBN 978-0-299-30624-3, lire en ligne)